# Arbesberger Bach
Der Arbesberger Bach ist ein Bach in den Gemeinden Oepping und Rohrbach-Berg in Oberösterreich. Er ist ein Zufluss des Krenbachs.

## Geographie
Der Bach entspringt in der Gemeinde Rohrbach-Berg auf einer Höhe von 659 m ü. A. Er weist eine Länge von 1,6 km auf. Er mündet in der Gemeinde Oepping auf einer Höhe von 570 m ü. A. rechtsseitig in den Krenbach. In seinem 1,26 km² großen Einzugsgebiet liegt die Ortschaft Arbesberg.